# Norrtälje
Norrtälje (em sueco: Norrtälje;  PRONÚNCIA) é uma pequena cidade da província histórica de Uppland. Tem cerca de 17 275 habitantes, e é a sede do município de Norrtälje, no condado de Estocolmo, situado no centro da Suécia. Está localizada a 68 quilômetros de Estocolmo e a 72 quilômetros de Uppsala. É a principal cidade da região litoral de Roslagen.